# Templo de Abiyán
El templo de Abiyán, Costa de Marfil es uno de los templos construidos y operados por la Iglesia de Jesucristo de los Santos de los Últimos Días, el primer templo SUD construido en Costa de Marfil y el décimo en operaciones en el continente africano. Previo a la construcción del templo en su país, los fieles asistían al templo de Acra, a unos 550 km al este en el vecino país de Ghana.

## Anuncio
La construcción del templo en Abiyán fue anunciado por el entonces presidente de la iglesia SUD Thomas S. Monson durante la conferencia general de la iglesia el 5 de abril de 2015 junto al templo de Bangkok, Tailandia y el Templo de Puerto Príncipe (Haití).
El evento relacionado con la ceremonia de la primera palada fue anunciado en una carta a las autoridades locales de Costa de Marfil. La ceremonia, que incluye una oración dedicatoria del lugar de construcción, tuvo lugar el 8 de noviembre de 2018, presidida por Neil L. Andersen, miembro del cuórum de los Doce Apóstoles. Solo aquellos con invitación previa asisistieron a la ceremonia que incluye una oración dedicatoria. Entre los presentes estuvieron líderes eclesiásticos locales, el vicepresidente del país marfileño Daniel Kablan Duncan y el alcalde de Cocody M. Mattias N’Gouan, estos últimos como parte de los discursantes del día.
La representación oficial del Templo de Abiyán, en Costa de Marfil, se publicó el 4 de octubre de 2018.

## Ubicación
El 4 de octubre de 2018, la iglesia SUD envió un comunicado de prensa que presentaba una versión oficial del edificio y su ubicación en un terreno propiedad de la iglesia en el corazón de la zona residencial de Attoban en la comuna de Cocody, a la altura de la Boulevard François Mitterrand, al este de Abiyán.

## Construcción
Para el 20 de diciembre de 2020, el edificio ya tenía alzadas sus paredes exteriores sobre el cimiento de concreto y el pináculo piramidal estaba en proceso de ser ergido sobre el techo, también de concreto. Culminado el pináculo central, la instalación de la tradicional estatua del ángel Moroni sobre el pináculo ocurrió el 15 de abril de 2021. La efigie, clásicamente de color dorado, el del templo de Abiyán es color plateado. La colocación de la estatua coincidió con la misma colocación sobre el templo de Pocatello y el templo de Richmond (Virginia). El terreno ya se había aclarado para el 7 de noviembre de 2018 en preparación para la ceremonia de la primera palada. El terreno donde se construye el templo es el mismo sitio de una capilla para reuniones dominicales de la estaca Cocody Cote I'voire.

## Dedicación
Las puertas abiertas del templo de Abiyán comenzó con una rueda de prensa el 28 de abril de 2025, seguid0 de dos días de visitas guiadas para invitados especiales. El público pudo visitar la recién construida edificación desde el 1 al 17 de mayo de 2025. Ronald A. Rasband, del Cuórum de los Doce Apóstoles, dedicó el templo el domingo 25 de mayo de 2025. La sesión dedicatoria fue transmitida a todas las congregaciones del distrito del templo.